# Batschia brunonis
Batschia brunonis là một loài thực vật có hoa trong họ Đậu. Loài này được (Wall.) Kuntze mô tả khoa học đầu tiên năm 1891.